# جوزپه مورلو (بازیکن فوتبال)
جوزپه مورلو (انگلیسی: Giuseppe Morello؛ زادهٔ ۱۲ اکتبر ۱۹۸۵) بازیکن فوتبال اهل سوئیس است.
از باشگاه‌هایی که در آن بازی کرده‌است می‌توان به باشگاه فوتبال تون و باشگاه ورزشی یانگ بویز برن اشاره کرد.